# Сахалинуголь
Сахалинуголь — советская и российская угледобывающая компания. Основана в 1931 году, прекратила существование в 2013 году, войдя в состав Восточной горнорудной компании.

## История
В 1931 году в рамках проводимой в СССР политики централизации управления и национализации промышленности Акционерное Сахалинское Общество, осуществлявшее деятельность в угольной отрасли острова Сахалин, было ликвидировано на основании постановления Совета Труда и Обороны СССР. В качестве преемника для организации добычи угля на Северном Сахалине был учрежден трест «Сахалинуголь». Данная структура взяла под свое управление ряд ключевых шахт, в том числе «Октябрьскую», «Мгачи», «Макарьевку» и «Арково», став основным оператором угледобычи в регионе в предвоенный период.
После окончания Второй мировой войны и освобождения Южного Сахалина от японской оккупации в 1945 году, произошла реорганизация управления угольной промышленностью острова. Трест «Сахалинуголь» был преобразован в трест «Александровскуголь», при этом общее руководство всеми угольными предприятиями Сахалина было передано в ведение Сахалинского Союзного угледобывающего комбината «Сахалинуголь». Комбинат объединил в своем составе предприятия как Северного, так и Южного Сахалина, включая шахты, национализированные у японских владельцев. В период 1945—1946 годов на базе этих национализированных активов были сформированы новые тресты — «Углегорскуголь» и «Макаровуголь», которые вошли в структуру комбината наряду с трестом «Александровскуголь».
На начальном этапе своей деятельности комбинат «Сахалинуголь» управлял 29 шахтами, суммарная производственная мощность которых достигала 3700 тонн угля в сутки. С 1950-х годов в угольной отрасли Сахалина начался масштабный этап реконструкции существующих предприятий. В рамках данной программы были модернизированы шахты «Макарьевка», «Южно-Сахалинская», «Углегорская», «Тельновская» и «Горнозаводская». Параллельно с реконструкцией действующих шахт было начато строительство Лермонтовского угольного разреза, нацеленное на увеличение общего объёма угледобычи.
1 октября 1975 года комбинат «Сахалинуголь» был реорганизован в производственное объединение (ПО) «Сахалинуголь». К этому моменту объединение отвечало за разработку 12 угольных месторождений, включая Александровское, Углегорское и Новиковское. К 1991 году в состав «Сахалинугля» входило 13 шахт и 3 угольных разреза, общая проектная мощность которых достигала 6 миллионов тонн угля в год. В 1992 году фактическая добыча угля составила 4,4 миллиона тонн. Крупнейшими предприятиями объединения являлись шахты «Углегорская», «Ударновская», «Долинская», «Южно-Сахалинская» и разрез «Лермонтовский», которые суммарно обеспечивали более 50 % общей добычи угля на Сахалине. Основными потребителями угля выступали Сахалинская ГРЭС и Южно-Сахалинская ТЭЦ, суммарно потреблявшие около 90 % всего угля, добываемого на острове.
За выдающиеся достижения в труде ряд работников ПО «Сахалинуголь» были удостоены звания Героя Социалистического Труда. Среди них были В. Ф. Соловьев (шахта «Долинская»), М. К. Смоленцев (шахта «Горнозаводская»), И. Г. Шкор (шахта «Бошняково») и А. Я. Шалдыбин (шахта «Ударновская»). В 1990-е годы, с началом экономических реформ и общего спада в промышленности, объёмы добычи угля на Сахалине резко сократились. К 1997 году добыча снизилась до 1,4 миллиона тонн, что почти в 3,5 раза меньше, чем в 1992 году. Это падение объёмов производства привело к закрытию ряда убыточных предприятий, включая некоторые шахты и разрезы, что стало свидетельством глубокого кризиса, затронувшего угольную отрасль региона.
В мае 2004 года на Сахалине была учреждена Общество с ограниченной ответственностью «Управляющая компания „Сахалинуголь“», ставшая правопреемником и продолжателем традиций развития угольной промышленности региона. В состав ООО «Управляющая компания „Сахалинуголь“» вошли шесть юридически самостоятельных организаций, включавших четыре предприятия, непосредственно занятых добычей угля, и два сервисных подразделения, обеспечивающих поддержку производственного цикла.
В число угледобывающих активов вошли следующие предприятия: ООО «Сахалинуголь-2», эксплуатировавшее Солнцевский угольный разрез, являвшийся одним из ключевых объектов по добыче угля открытым способом; ООО «Сахалинуголь-6», осуществлявшее добычу угля подземным способом на шахте «Ударновская», одном из старейших и наиболее известных угледобывающих предприятий Сахалина; ООО «Бошняковский угольный разрез», специализировавшийся на добыче угля открытым способом на одноимённом месторождении, и ООО «Сахалинуголь-7», управлявшее Поронайским угольным разрезом, также ориентированным на открытый способ добычи.
Для обеспечения полного производственного цикла и предоставления специализированных услуг в структуру ООО «Управляющая компания „Сахалинуголь“» были включены следующие сервисные предприятия: ООО «Обогатительная фабрика», осуществлявшая первичную переработку и обогащение добываемого угля, и ООО «Взрывпром», специализировавшееся на проведении взрывных работ при добыче угля открытым способом.
В 2011 году совокупный объём добычи угля предприятиями, входящими в состав ООО «Управляющая компания „Сахалинуголь“», достиг 1,85 миллиона тонн.
В 2013 году Группа ИСТ и угледобывающая компания «Сахалинуголь» объединили угольные активы и создали совместное предприятие «Восточная горнорудная компания», в которое вошли ОАО «Сахалинуголь-2», владеющее лицензией на Солнцевское угольное месторождение и ОАО «Морской порт Шахтерск», и принадлежащее группе ИСТ закрытое акционерное общество «Северо-восточная угольная компания», владеющее шестью лицензиями на разработку месторождений в Омсукчанском угольном бассейне Магаданской области.